# Književnost u 1819.
◄◄ | ◄ | 1816. | 1817. | 1818. | 1819.  | 1820. | 1821. | 1822. | ► | ►►
Arhitektura • Astronomija • Biologija • Glazba • Kazalište • Kemija • Kiparstvo • Knjige • Književnost • Kršćanstvo • Meteorologija • Medicina • Politika • Pravo • Promet • Slikarstvo • Šport • Znanost
Književnost u 1819.

## Svijet

### Smrti
- 8. siječnja – Valentin Vodnik, slovenski pjesnik, novinar i svećenik (* 1758.)

## Hrvatska i u Hrvata

### Rođenja
- 1. svibnja – Ivan Trnski, hrvatski književnik, prevoditelj i zagonetač  († 1910.)

## Vanjske poveznice
|  | Zajednički poslužitelj ima još gradiva o temi Književnost u 1819. |